# Bekhter
Bekhter, Bekter ou Beqter (Бэгтэр en mongol) est un prince mongol du XIIe siècle, demi-frère de Gengis Khan.

## Biographie
L'Histoire secrète des Mongols rapporte que Yesügei, chef du clan des Bordjiguines, a deux fils issus d'une autre femme que son épouse principale Hö'elün. Le texte ne donne pas le nom de cette femme qui s'appelait apparemment Sotchigel (en). Ses deux fils, Bekhter et Belgutei, sont les demi-frères aînés de Tèmudjin, le futur Gengis Khan.
À la mort de Yesügei, ses fils sont encore jeunes et pas en mesure de lui succéder. Parmi ses vassaux, les Tayitchi'out refusent de les suivre et les abandonnent à leur sort. Dans les années qui suivent, Hö'elün et les enfants de Yesügei survivent difficilement, seuls dans la steppe mongole. Une rivalité commence à naître entre Bekhter, qui est l'aîné des fils de Yesügei, et Tèmudjin, qui est l'aîné de ses enfants avec Hö'elün. Il existe une réelle possibilité que cette dernière se remarie avec Bekhter, ce qui renforcerait les prétentions de ce dernier sur l'héritage de Yesügei.
Une crise survient, d'après l'Histoire secrète des Mongols, pendant une partie de pêche au cours de laquelle Bekhter et Belgutei raflent un poisson attrapé par Tèmudjin et son frère Qasar. Ces derniers courent se plaindre auprès de leur mère, mais cette dernière prend contre toute attente le parti de ses beaux-enfants et rappelle à ses fils que la véritable menace qui pèse sur eux est celle des Tayitchi'out. Frustrés, Tèmudjin et Qasar tendent une embuscade à Bekhter. Après en avoir vainement appelé à leur clémence, celui-ci leur demande d'épargner son frère Belgutei avant d'être abattu par leurs flèches. Ils sont vertement tancés par leur mère lorsque cette dernière l'apprend,.

## Parallèles
L'épisode de la mise à mort de Bekhter par Tèmudjin n'est connu que par l'Histoire secrète des Mongols et présente des échos dans d'autres parties du texte. La querelle entre frères rappelle celle qui oppose les fils d'Alan-qo'a (en) ou celle entre les propres fils de Gengis Khan vers la fin de sa vie. Le thème du fratricide se retrouve également dans la rivalité entre Gengis Khan et son frère de sang Djamuqa, puis dans la manière dont Tolui, dernier fils de Gengis Khan, se sacrifie pour son frère aîné Ögedeï.

## Arbre généalogique
|  |  | Sotchigel (en) | Sotchigel (en) | Sotchigel (en) | Sotchigel (en) | Sotchigel (en) | Sotchigel (en) |  |  |          |          |          |          | Yesügei  | Yesügei  | Yesügei | Yesügei | Yesügei  | Yesügei  |          |          |          |          |  |  | Hö'elün | Hö'elün | Hö'elün | Hö'elün | Hö'elün | Hö'elün |  |  |            |            |            |            |            |            |  |  |        |        |        |        |        |        |  |  |         |         |         |         |         |         |  |  |
|  |  | Sotchigel (en) | Sotchigel (en) | Sotchigel (en) | Sotchigel (en) | Sotchigel (en) | Sotchigel (en) |  |  |          |          |          |          | Yesügei  | Yesügei  | Yesügei | Yesügei | Yesügei  | Yesügei  |          |          |          |          |  |  | Hö'elün | Hö'elün | Hö'elün | Hö'elün | Hö'elün | Hö'elün |  |  |            |            |            |            |            |            |  |  |        |        |        |        |        |        |  |  |         |         |         |         |         |         |  |  |
|  |  |                |                |                |                |                |                |  |  |          |          |          |          |          |          |         |         |          |          |          |          |          |          |  |  |         |         |         |         |         |         |  |  |            |            |            |            |            |            |  |  |        |        |        |        |        |        |  |  |         |         |         |         |         |         |  |  |
|  |  |                |                |                |                |                |                |  |  |          |          |          |          |          |          |         |         |          |          |          |          |          |          |  |  |         |         |         |         |         |         |  |  |            |            |            |            |            |            |  |  |        |        |        |        |        |        |  |  |         |         |         |         |         |         |  |  |
|  |  | Bekhter        | Bekhter        | Bekhter        | Bekhter        | Bekhter        | Bekhter        |  |  | Belgutei | Belgutei | Belgutei | Belgutei | Belgutei | Belgutei |         |         | Tèmudjin | Tèmudjin | Tèmudjin | Tèmudjin | Tèmudjin | Tèmudjin |  |  | Qasar   | Qasar   | Qasar   | Qasar   | Qasar   | Qasar   |  |  | Qatchi'oun | Qatchi'oun | Qatchi'oun | Qatchi'oun | Qatchi'oun | Qatchi'oun |  |  | Temüge | Temüge | Temüge | Temüge | Temüge | Temüge |  |  | Temülün | Temülün | Temülün | Temülün | Temülün | Temülün |  |  |